# عبد الرحمن خالد
عبد الرحمن خالد (مواليد 1966) رياضي في الخماسي الحديث ومبارز سيف الشيش بحريني. نافس في مسابقتي الخماسي الحديث ومبارزة سيف الشيش في دورة الألعاب الأولمبية الصيفية 1988.

## روابط خارجية
- عبد الرحمن خالد على موقع أوليمبيديا (الإنجليزية)